# Paul Eugène Magloire

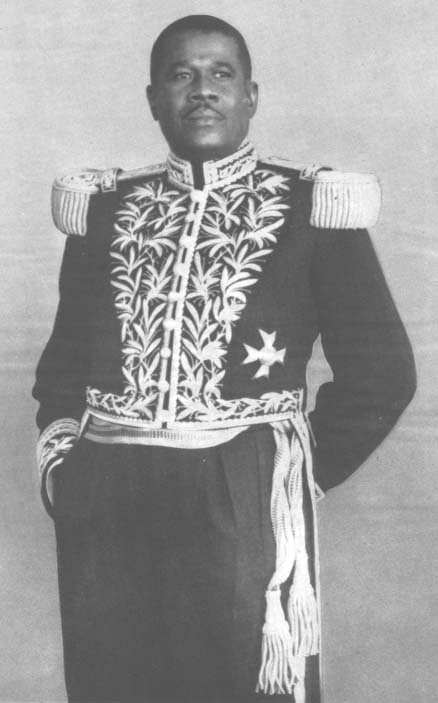
Paul Eugène Magloire vor 1956.

Paul Eugène Magloire (* 19. Juli 1907 in Quartier Morin (Haiti); † 12. Juli 2001 in Port-au-Prince) war ein haitianischer General, Politiker und Präsident von Haiti.

## Leben

### Militärische Laufbahn
Der Sohn des Generals Eugène Magloire absolvierte nach Abschluss der Sekundarausbildung am Lycée Philippe Guerrier in Cap-Haïtien zunächst ein Lehramtsstudium und war anschließend für einige Zeit als Lehrer tätig, ehe er 1930 den Forces Armées d’Haïti beitrat. 1933 wurde er nach Abschluss der Militärakademie zum Leutnant befördert und wurde als solcher 1935 Stellvertretender Kommandant des Militärdistrikts Cap-Haïtien. Nachdem er 1938 zum Hauptmann (Capitaine) und Kommandant des Militärdistrikts Cap-Haïtien befördert worden war, absolvierte er anschließend ein Studium der Rechtswissenschaften an der Rechtsschule (École de droit) von Port-au-Prince, das er 1939 abschloss.
Nach zehnjähriger Offizierstätigkeit in einer Garnison wurde er 1941 Kommandant der Nationalen Strafanstalt (Pénitencier National oder Grand Prison) von Port-au-Prince. 1944 wurde er erst zum Polizeichef von Port-au-Prince ernannt und danach als Major (Commandant) zum Kommandeur der Streitkräfte des Départements Ouest befördert.
Als solcher nahm er an der erfolgreichen Revolution vom Januar 1946 teil, die zum Sturz von Präsident Élie Lescot und der Einsetzung eines Militärischen Exekutivkomitees unter Franck Lavaud führte. In der Provisorischen Regierung hatte er vom 11. Januar bis zum 16. August 1946 das Amt des Ministers für Sicherheit und Nationale Verteidigung inne.
Als Präsident Dumarsais Estimé 1950 den Versuch einer Verlängerung seiner Amtszeit beabsichtigte, setzte er diesen mit Hilfe lokaler Eliten ab und übernahm für das Militär wiederum die Macht. Unter Magloire wurde Lavaud wiederum am 10. Mai 1950 Vorsitzender einer Regierungsjunta. In dieser übernahm er bis zum 8. Oktober auch wieder das Amt des Ministers für Sicherheit und Nationale Verteidigung. Trotz seiner Beförderung zum Oberst schied er dann aus der Junta aus und erklärte im Anschluss seine Präsidentschaftskandidatur.

### Präsident von 1950 bis 1956, Exil und Rückkehr nach Haiti
Im Oktober 1950 wurde er dann mit 99 Prozent der Stimmen zum Präsidenten von Haiti gewählt und setzte sich in der ersten Direktwahl mit 151.115 Stimmen damit klar gegen seinen Gegenkandidaten, den Architekten Fénélon Alphonse, durch, der lediglich 2.000 Stimmen erhielt. Am 6. Dezember 1950 trat er das Amt des Präsidenten offiziell an.
Während seiner Herrschaft wurde Haiti zu einem bevorzugten Reiseziel von Touristen aus den USA und Europa. Seine antikommunistische Haltung erzielte darüber hinaus die Achtung der US-Regierungen unter den Präsidenten Harry S. Truman und Dwight D. Eisenhower.
Zu Beginn seiner Amtszeit nutzte er die Einnahmen aus Verkäufen von Kaffee zur Städtesanierung, dem Bau von Straßen und öffentlichen Gebäuden sowie eines Staudamms. Daneben setzte er sich für das Frauenwahlrecht ein. Andererseits war er für sein aufwändiges gesellschaftliches Leben mit zahllosen Partys, sozialen Ereignissen und Zeremonien bekannt. Im Februar 1954 war er Titelthema des TIME Magazine.
Als im Oktober 1954 der Hurrikan Hazel Haiti zerstörte und Hilfsgelder gestohlen wurden, begann seine Popularität abzunehmen. Im Dezember 1956 kam es zu einem Disput über das Ende seiner Amtszeit. Aufkommende Streiks und Demonstrationen veranlassten ihn daher am 12. Dezember 1956 ins Exil nach New York City zu gehen und in einer Rundfunkansprache den Präsidenten des Obersten Gerichts Joseph Nemours Pierre-Louis als seinen verfassungsmäßigen Nachfolger zu benennen. Dieser ordnete jedoch bald darauf auch die Beschlagnahmung und Durchsuchung der Besitztümer von Magloire an. Nach der Wahl von François Duvalier zum Präsidenten am 22. Oktober 1957 wurde ihm die Staatsbürgerschaft Haitis aberkannt.
Erst nach dem Machtverlust von Duvaliers Sohn Jean-Claude Duvalier am 7. Februar 1986 kehrte er aus dem New Yorker Exil zurück. Nach der erneuten Machtübernahme von Generalleutnant Henri Namphy am 20. Juni 1988 wurde er für einige Monate dessen inoffizieller Militärberater.
Wenige Tage vor seinem 94. Geburtstag verstarb er schließlich in Port-au-Prince, nachdem er sich viele Jahre zuvor aus dem politischen Leben zurückgezogen hatte.

## Auszeichnungen (Auswahl)
- 1954: Großkreuz des Verdienstordens der Italienischen Republik
- 1955: Sonderstufe des Großkreuzes des Verdienstordens der Bundesrepublik Deutschland